# کانتون زوریخ
کانتون زوریخ (به آلمانی: Kanton Zürich) یکی از کانتون‌های سوئیس است. این کانتون در شمال شرقی سوئیس قرار گرفته است و در ۳۱ دسامبر ۲۰۱۰، ۱.۳۷۱.۰۰۷ نفر جمعیت داشته است. مرکز این کانتون شهر زوریخ می‌باشد. زبان رسمی این کانتون آلمانی است ولی مردم به گویش آلمانی زوریخ صحبت می‌کنند.